# Haimingerbergstraße
De Haimingerbergstraße (L309) is een 2,86 kilometer lange Landesstraße (lokale weg) in het district Imst in de Oostenrijkse deelstaat Tirol. De weg is een zijweg van de Tiroler Straße (B171) en zorgt voor een verbinding met Haimingerberg (gemeente Haiming). De weg vormt het eerste deel van de pasweg over de Silzer Sattel. Het beheer van de straat valt onder de Straßenmeisterei Imst.